# 革叶荠属
革叶荠属（学名：Stroganowia）是十字花科下的一个属，为多年生草本植物。该属共有14种，分布于中亚。